# Žraloček brazilský
Žraloček brazilský (Isistius brasiliensis) je malý druh žraloka z čeledi světlounovití. Vyskytuje se v teplých oceánských vodách, především poblíž ostrovů, a byl zaznamenán v hloubkách až 3,7 km. Každý den za soumraku migruje z velkých hloubek až skoro k hladině a za svítání se vrací zpět. Má protáhlé doutníkovité tělo, které dosahuje délky 42–56 cm. Všechny ploutve kromě ocasní jsou velmi malé. Jeho barva je tmavě hnědá, přičemž na spodní straně těla se nacházejí bioluminiscenční orgány, které produkují světlo. Okolo krku a žaber má tmavý límec. Oči jsou posazeny výrazně dopředu, tlama má okrouhlý přísavkovitý tvar, čelisti především v dolní části jsou relativně mohutné a vyzbrojené trojúhelníkovitými zuby.
Žije většinou v hejnech. Jeho způsob obživy je velmi zajímavý. Živí se především jako ektoparazit různých větších mořských živočichů, od svých příbuzných žraloků počínaje a kytovci všech velikostí konče. Nejdřív se potenciální oběť snaží přilákat tím, že předstírá, že on sám je možná kořist. Ve vhodný okamžik zaútočí, přisaje se na tělo oběti a krouživým pohybem jí svými čelistmi vyřízne kus kůže a masa o průměru několika centimetrů. Kromě velké kořisti útočí i na menší živočichy, jako jsou sépie, které konzumuje celé. Výjimečně může napadnout i lidmi vyrobené předměty a stroje, například ponorky či podmořské kabely, a vyříznout v jejich pogumovaných částech malé otvory. V reakci na škody způsobované tímto živočichem byly kabely a zranitelné části ponorek zesíleny skelnými vlákny.
IUCN hodnotí žraločka brazilského jako málo dotčeného, protože je široce rozšířen, nemá komerční využití a není o něj zájem ani mezi sportovními a komerčními rybáři. Ačkoliv může výjimečně zaútočit i na člověka a způsobit mu bolestivé zranění, jeho celková nebezpečnost je poměrně nízká.

## Taxonomie, etymologie
Francouzští přírodovědci Jean René Constant Quoy a Joseph Paul Gaimard popsali žraločka brazilského během své objevné plavby s korvetou Uranie v letech 1817–1820. Dali mu jméno Scymnus brasiliensis, protože typový exemplář byl chycen u pobřeží Brazílie. V roce 1824 své záznamy zveřejnili v rámci třináctidílné publikace Louise de Freycineta Voyage autour du monde...sur les corvettes de S.M. l'Uranie et la Physicienne. V roce 1865 přezval americký ichtyolog Theodore Nicholas Gill rod na Isistius podle egyptské bohyně světla Isis.
Jelikož jizvy na tělech obětí připomínají koláčky, říká se mu anglicky cookiecutter shark. Němčina, španělština a portugalština naopak zdůrazňují doutníkovitý tvar jeho těla (Zigarrenhai, tollo cigarro resp. tubarão-charuto) a v ruském jazykovém prostředí jméno ukazuje na jeho bioluminescenční schopnosti (светящаяся акула).

## Historie
Jednu z prvních zmínek o zraněních způsobených žraločkem brazilským představuje stará samojská legenda, která popisuje takto poraněného tuňáka v Palauli Bay a vysvětluje to jako oběť Tautunovi, místnímu náčelníkovi. Později byly za původce těchto často nacházených zranění považovány mihule, bakterie a někteří bezobratlí. V roce 1971 člen U.S. Bureau of Commercial Fisheries Everet Jones publikoval článek, v němž označil za původce jizev tohoto velkému doutníku se podobajícího žraloka. Jméno cookiecutter shark pak zpopularizoval expert na žraloky Stewart Springer.

## Popis

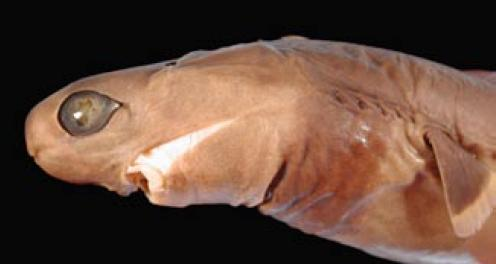
Žraloček brazilský má malou oválnou hlavu a velké dopředu posazené oči.

Žraloček brazilský má dlouhé doutníkovité tělo a oválnou hlavu. Oči jsou umístěné v přední části hlavy, ale nikoliv tak, aby to umožňovalo binokulární vidění. Za nimi se nacházejí velké průduchy. Tlama je krátká a zavřená vytváří příčnou linii, která je obklopena zvětšenými masitými přísavnými rty. V horní čelisti je umístěno 30–37 a v dolní 25–31 zubů. Zuby v dolní a horní čelisti se velmi odlišují: horní jsou malé a úzké, dolní jsou velké a široké. Oboje mají hladké hrany. Za čelistmi je 5 štěrbin krátkých žaber. Prsní ploutve jsou krátké a mají zhruba lichoběžníkový tvar. Hřbetní ploutve jsou malé a umístěné daleko vzadu. Řitní ploutve chybějí. Ocasní ploutev má relativně pravidelný tvar a je poměrně široká. Šupiny na kůži jsou hranaté a zploštělé.

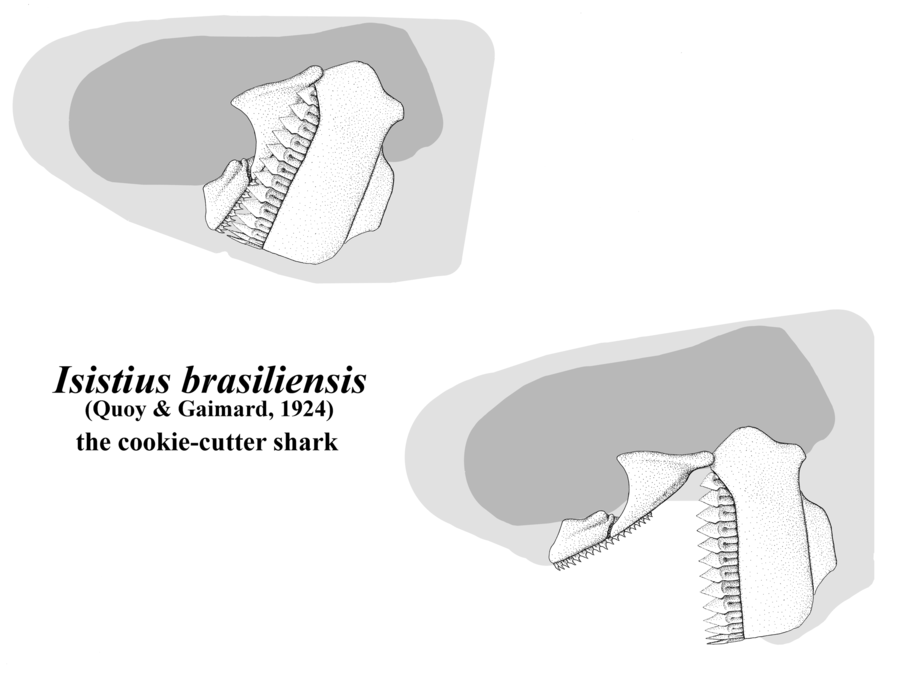
Čelisti žraločka brazilského

Žraloček brazilský má čokoládově hnědou barvu, která je ve spodní části trupu mírně světlejší. V oblasti žaber obepíná trup tmavě zbarvený límec. Fotofory, jenž se nacházejí na spodní části těla s výjimkou límce, produkují žlutozelenou záři. Maximální délka těla dosahuje u samců 42 a u samic 56 cm.

## Rozšíření a biotop
Žraloček brazilský žije především v tropických vodách světových oceánů. Nejčastěji se vyskytuje v pásu mezi 20° severní a jižní šířky. Teplota povrchové vody se musí pohybovat mezi 18–26 °C. Velmi často žije u souostroví a při pobřeží, kde dno klesá do hloubky několika kilometrů. V Atlantiku jde například o okolí Kapverdských ostrovů, pobřeží Brazílie, oblast Baham, některé části Guinejského zálivu. V Indickém oceánu žije v okolí Mauricia, a na některých místech u pobřeží Austrálie a Nové Guiney. V Pacifiku ho je možno nalézt například u Nového Zélandu, jižně od Japonska, u Fidži, Havajských ostrovů, Galapág a v okolí několika dalších ostrovů a souostroví. Žije i u ostrovů Guadalupe a při pobřeží Kalifornie.
Podle zjištění z odchytů provádí žraloček brazilský každý den vertikální sestup a výstup o délce i více než 3 km. Den tráví v hloubkách 1–3,7 km. V noci plave blíž vodní hladině. Většinou zůstává pod úrovní 85 m, ale někdy vystupuje až téměř k povrchu. Je tolerantnější vůči nižšímu množství rozpuštěného kyslíku než žraloci příbuzných rodů Euprotomicrus a Squaliolus.

## Biologie a ekologie

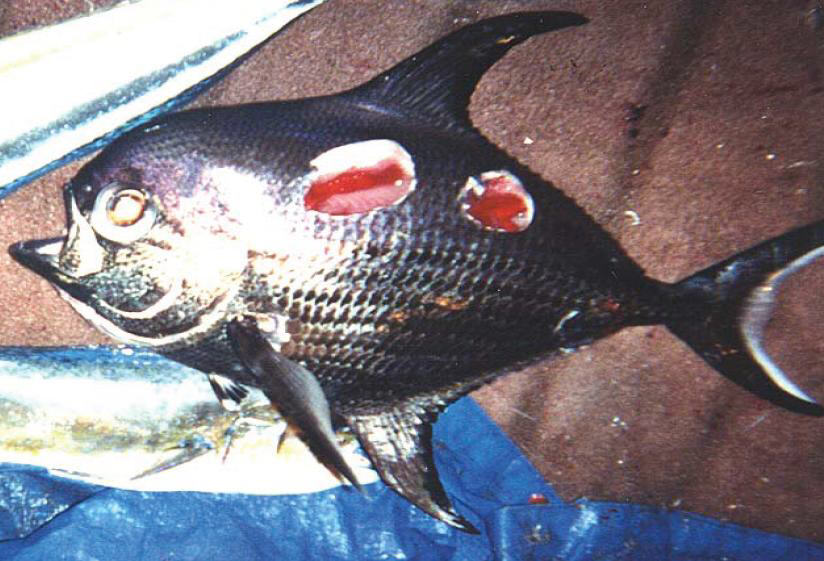
Pražma po útoku žraločka brazilského

Žraloček brazilský je přizpůsoben životu ektoparazita napadajícího živočichy mnohonásobně větší než je on sám, který nicméně občas uloví a sežere menší kořist. Jeho velmi pevné, vysoce mineralizované čelisti jsou vyvinuty tak, aby doslova vyřízly z živé oběti plátek masa. Má relativně slabé svalstvo a malé ploutve, které mu neumožňují plavat rychle na větší vzdálenosti. Avšak ocasní ploutev je dostatečně silná na to, aby byl schopen rychlých výpadů na krátkou vzdálenost. Větší část dne tráví tím, že se vznáší ve vodním sloupci a čeká na přiblížení oběti. Vznášení je uzpůsobena i celková hustota jeho těla, která je prakticky totožná s hustotou vody. Je to především díky velkým játrům tvořícími asi 35 % tělesné hmotnosti a naplněnými množstvím olejů. Chrupavčitá kostra má vyšší hustotu než u příbuzných rodů Euprotomicrus nebo Squaliolus.
Žraloček brazilský nepřichází o zuby jednotlivě, jak je to běžné u ostatních žraloků, ale vylamuje se mu celá řada, jež je nahrazena další řadou. Zuby většinou spolkne, neboť tím recykluje zásoby cenného vápníku. Žraločci žijí v hejnech. Zřejmě jim to pomáhá nalákat kořist, případně se bránit útoku predátorů.

### Bioluminescence
Zelené bioluminescenční orgány zvané fotofory, umístěné především na spodní části trupu, svítí nejsilněji mezi všemi podobnými orgány obdařenými žraloky. Světélkování narušuje siluetu zespodu a nemá za úkol lákat potenciální kořist, ale naopak maskovat žraločka tak, aby nedošlo k jeho předčasnému odhalení. Případný predátor tak při pohybu z hlubin vidí jen lesknoucí se hladinu, v jejichž odlescích není možné rozeznat siluetu žraločka, neboť jeho tělo se rovněž blýská. Naopak tmavý límec okolo těla v oblasti žaber má zřejmě za funkci vytvářet dojem, že jde o malou rybu – možnou oběť útoku predátora, jenž se sám nakonec může stát kořistí.

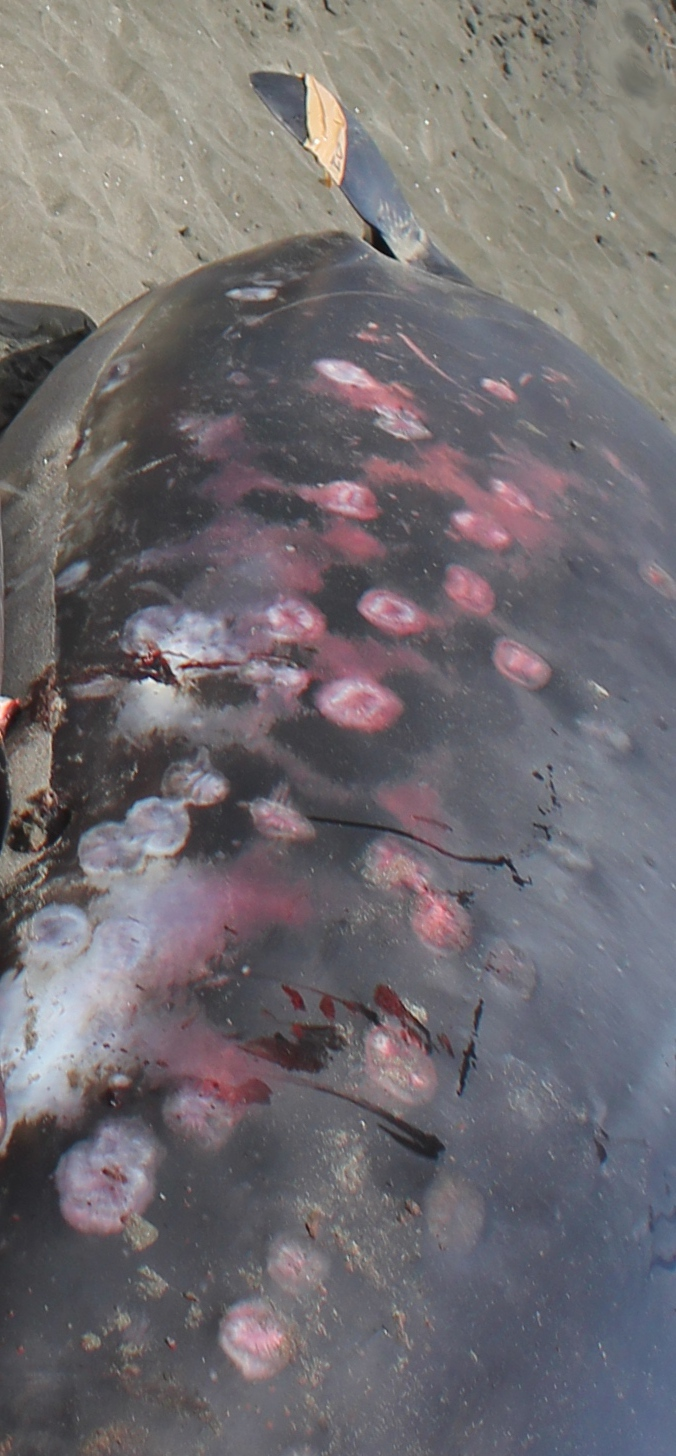
Jizvy na těle vorvaňovce malého

### Obživa
Prakticky každý mořský živočich středních a velkých rozměrů je potenciálním terčem útoku žraločka brazilského. Jizvy způsobené touto parybou byly nalezeny na kytovcích (zvláště u sviňuch, delfínů, vorvaňovců, vorvaňů, pravých velryb), ploutvonožcích (včetně různých druhů lachtanů, tuleňů leopardích, rypoušů), dugonzích, žralocích (především u žraloků modrých, velikých, bílých, šotků, velkoústých a ostrozubých), rejnocích a kostnatých rybách (včetně mečounů, plachetníků, tuňáků, kranasů, pamakrel, leskyní, pražem a koryfén). Dále požírá celé sépie s celkovou délkou blížící se délce žraločka samotného. Útočí i na štětinozubkovité, různé klanonožce a další kořist přiměřené velikosti.
Parazitické útoky žraločků vytvářejí v tělech obětí díry ve tvarů malých kráterů s průměrem okolo 5 cm a hloubkou až 7 cm. Zranění se obvykle hojí 2–3 měsíce a zanechávají na kůži bělavé, kruhové či oválné jizvy. Na některých místech hrozí napadení žraločkem tak často, že jen málo živočichů ho nezakusí na vlastní kůži: například v okolí Havajských ostrovů má téměř každý dospělý delfín dlouholebý alespoň jednu jizvu. Nemocná, podvyživená či jinak oslabená zvířata jsou častějšími objekty útoků žraločků. Samotný dopad zranění na kořist není příliš dobře prozkoumán – není zřejmé, zda oběť pouze obtěžuje nebo jí přináší nějaké závažné komplikace do dalšího života.
Žraloček brazilský má specializovaný ústní otvor a hltan na parazitický styl života. Nejprve se přichytí k tělu kořisti tím, že pomocí rtů a jazyka vytvoří podtlak. Poté se zahryzne do kůže zuby horní čelisti a zuby dolní čelisti začne vyřezávat z těla oběti sousto. Pomáhá si při tom rotací svého těla. Zápas napadeného živočicha a jeho vrtění či škubání mu celou operaci zřejmě ulehčují. Schopnost vytvořit podtlak a nasávat využívá žraloček i při chytání menší kořisti, jako jsou sépie.

### Rozmnožování a život
Žraloček brazilský je neplacentálně živorodý, kdy se embrya v matčině lůně živí žloutkem ze žloutkových váčků. Samice mají dvě funkční dělohy a v jednom vrhu porodí obvykle 6–12 mláďat. Velikost mláďat při narození se pohybuje mezi 14–15 cm. Doba březosti není přesně známa. Pohlavní dospělosti dosahují žraločci při velikosti 36 (samci) a 39 cm (samice). Maximální zaznamenaná velikost dospělého jedince byla 56 cm.

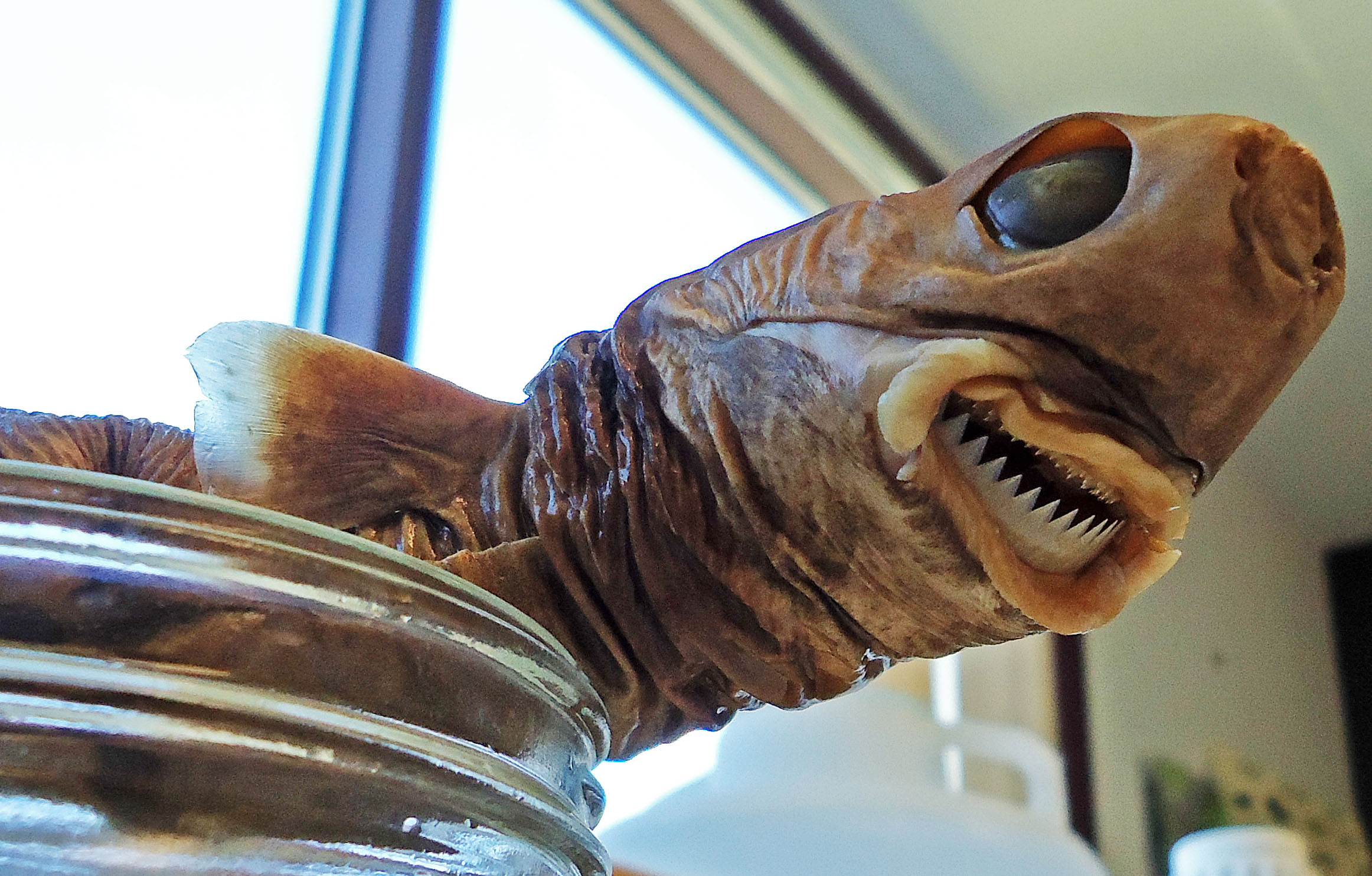
Detail hlavy a čelistí žraločka brazilského

## Vztah s lidmi
Žraloček brazilský dosahuje velmi malého vzrůstu a objevuje se jen málokdy v pobřežních vodách resp. při hladině, což jsou hlavní důvody, proč není pro člověka považován za příliš nebezpečného. Přesto již došlo k několika incidentům, kdy jeden nebo více žraločků zaútočilo na lidi ve vodě. V jednom případě napadl mladý jedinec podmořského fotografa, v dalších žraločci způsobili lidem ze ztroskotaných lodí plavajících v nočních hodinách v moři typická koláčková zranění. V březnu 2009 napadl žraloček maratonského plavce Mika Spaldinga, který plaval v jednom z průlivů mezi Havajskými ostrovy. Způsobil mu zranění, jejichž úplné vyhojení trvalo 9 měsíců. Žraločci jsou i občasnými mrchožrouty, což ukazují nejméně dva případy kousanců na mrtvých lidských tělech.
V 70. letech 20. století byly ponorky amerického námořnictva několikrát donuceny vrátit se do přístavu kvůli poškozeným kupolím sonarů AN/BQR-19. Zprvu byly podezírány nepřátelské síly a jejich neznámé zbraně, ale nakonec byl jako viník odhalen žraloček brazilský. Kryty sonarů byly preventivně zesíleny skelnými vlákny a problémy ustaly. V 80. letech došlo k mnoha poškozením gumových krytů elektrických kabelů. Viníkem byl opět žraloček brazilský a řešením opět použití skelných vláken.
Žraloček brazilský nemá zásadní negativní ani pozitivní význam pro lidské ekonomické aktivity. Nehrozí mu žádné nebezpečí, velikost populace sice není známá, ale zřejmě nebude malá, a proto je podle norem IUCN hodnocen jako málo dotčený.